# Naam (rivière)
La rivière Naam est une rivière du Soudan du Sud. C'est un affluent en rive droite de la rivière Bahr el-Ghazal.

## Description

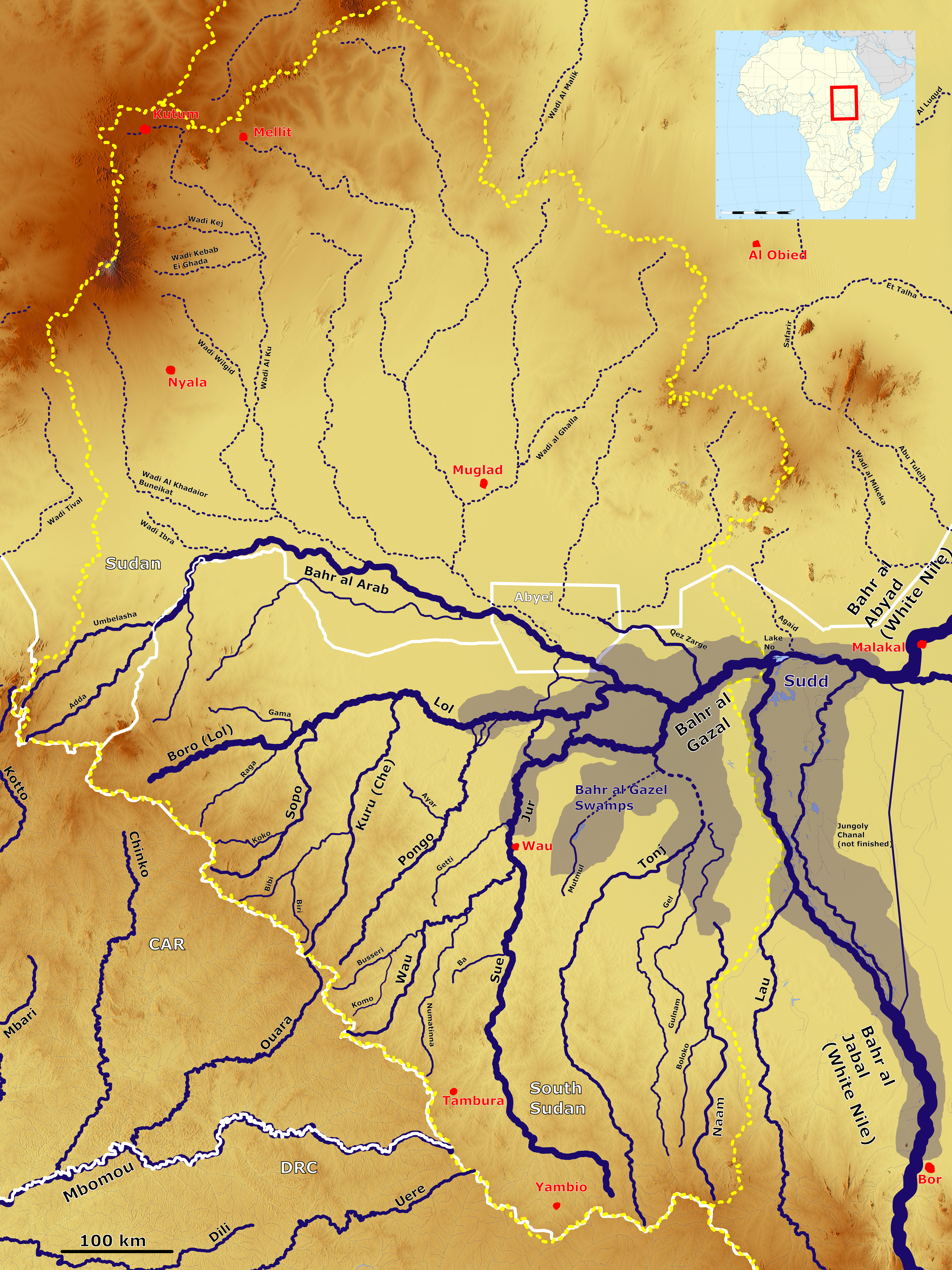
Le système fluvial du Bahr el-Ghazal avec la rivière Naam (à droite).

La rivière Naam est un affluent de la rivière Bahr el-Ghazal,,. La rivière prend sa source à l'ouest de l'État de l'Équatoria-Central au Soudan du Sud, non loin de la frontière avec le Haut-Uélé en République démocratique du Congo.
La source la plus lointaine de la rivière Naam se trouve sur un plateau à proximité de la ligne de partage des eaux Congo-Nil, qui sépare les bassins du Nil et du Congo (4° 33′ 46″ N, 29° 49′ 56″ E). La partie amont de la rivière Naam est la rivière Mekki. Le ruisseau intermittent passe immédiatement dans l'État d'Équatoria-Occidental se dirige vers le nord-ouest en recevant les autres ruisseaux de tête de bassin, devant une petite rivière intermittente que travers la route Rosolo-Maridi (4° 41′ 26″ N, 29° 43′ 33″ E). La rivière se dirige vers le nord dans un secteur densément boisé, devient pérenne en recevant de modeste affluents sur les deux rives.
La rivière Mekki devient la rivière Naam en recevant un affluent plus abondant en rive droite (4° 52′ 40″ N, 29° 43′ 50″ E) dont la source se trouve à proximité de celle de la ligne de partage des eaux Congo-Nil (4° 34′ 42″ N, 29° 50′ 32″ E). La rivière passe sous la route de Maridi à Mambe (4° 59′ 37″ N, 29° 40′ 17″ E) et se dirige vers le nord dans une zone de savane arbustive.
La rivière reçoit l'abondante rivière Olo en rive droite (5° 13′ 56″ N, 29° 47′ 14″ E) et passe à l'ouest d'une zone de collines rocheuses (5° 16′ 24″ N, 29° 47′ 59″ E).
La rivière Naam continue vers le nord en atteignant une dizaine de mètres de large avec un cours assez rapide au fond d'une vallée par endroits encaissée dans un paysage de plus en plus sec (5° 53′ 26″ N, 29° 57′ 34″ E). Elle fait un coude vers le nord-ouest et passe sous le pont de la route de Rumbek à Myolo (6° 02′ 48″ N, 29° 57′ 03″ E) avant de former une plaine alluviale large de plusieurs centaines de mètres avec de multiples méandres et bras-morts où elle reçoit la petite rivière Wohko (6° 03′ 56″ N, 29° 54′ 03″ E) puis l'abondante rivière Boloko (6° 08′ 38″ N, 29° 47′ 53″ E) en rive gauche venue du sud à travers une vallée encaissée. La rivière Naam passe dans l'État des Lacs (6° 22′ 14″ N, 29° 49′ 21″ E) et arrose la localité de Gumgerr, la plaine alluviale s'élargissant, avant de passer sous la route entre Rumbek et Aluakluak (6° 38′ 25″ N, 29° 52′ 23″ E).
Quelques kilomètres en aval, la rivière entre dans le vaste marais de la Naam (6° 45′ 17″ N, 29° 54′ 21″ E) avec un chenal bien délimité avant de se perdre sous la végétation (6° 52′ 56″ N, 29° 56′ 03″ E). Le chenal réapparaît au niveau de Falwal (6° 59′ 58″ N, 29° 53′ 15″ E) avant de se perdre dans le marais (7° 03′ 40″ N, 29° 49′ 51″ E), le flux disparaissant sous la végétation avec une branche ouest rejoignant la rivière Gulnam (7° 20′ 08″ N, 29° 46′ 09″ E) et le chenal du marais réapparaissant en aval à l'est (7° 25′ 15″ N, 29° 48′ 55″ E).
Le marais reçoit l'importante rivière Gulnam venue du sud-ouest (7° 18′ 29″ N, 29° 45′ 20″ E) coulant parallèlement à l'ouest de la Naam qui reçoit une partie de son eau avant la jonction en aval (7° 30′ 39″ N, 29° 47′ 58″ E) puis avec une branche intermittente de la Gulnam plus en aval (7° 35′ 24″ N, 29° 47′ 07″ E).
La rivière Naam grossie de la Gulnam poursuit vers le nord en formant un lit bien délimité et sinueux, recevant un affluent en partie alimenté par le marais de la Gulnam (7° 39′ 57″ N, 29° 46′ 55″ E), forme une branche puis passe dans l'État d'Unité (7° 48′ 38″ N, 29° 51′ 28″ E) avant d'être traversée par une route et de récupérer la branche.
Le chenal coule dans le marais reliée à des branches auxiliaires et s'élargit en formant un défluent (7° 57′ 31″ N, 29° 49′ 20″ E) avant de confluer avec en rive gauche la rivière Gel venue du sud-ouest coulant globalement parallèlement à la rivière Naam à l'ouest et en rive droite un chenal alimenté par une partie des eaux de la rivière Yei et de défluents du Bahr el-Ghebel (8° 03′ 22″ N, 29° 50′ 11″ E).
Le large chenal se dirige vers le nord et se divise en de multiples branches (8° 06′ 46″ N, 29° 48′ 50″ E) dont l'une se dirigeant vers l'ouest passe dans l'État de Warab et reçoit en rive gauche la rivière Tonj venue du sud grossie d'une branche secondaire de la rivière Gel (8° 09′ 56″ N, 29° 40′ 11″ E).
L'ensemble des chenaux venus du sud et de l'est grossis de la rivière Jur venue de l'ouest alimentent ensuite le lac Ambadi pour former le Bahr el-Ghazal à la confluence du Bahr el-Arab avant de rejoindre le Bahr el-Ghebel au niveau du lac No pour former le Nil Blanc.

## Hydrologie
La rivière Naam draine un bassin de 16 000 km2. Les précipitations annuelles moyennes sont de 1 200 millimètres.
A proximité de Rumbek, le lit mineur a une largeur de 90 mètres et une profondeur maximale de 4 mètres, avec un débit maximal de 160 m3 par seconde.

## Environnement
La rivière est densément boisée dans sa haute vallée, mais plus en aval se trouvent des bandes de plaine herbeuse de chaque côté et finalement, la forêt cède la place à une plaine herbeuse ouverte. La rivière serpente à travers une plaine inondable qui s'élargit progressivement dans son cours inférieur. Au nord-est de Rumbek, la rivière pénètre dans une grande lagune à partir de laquelle plusieurs petits cours d'eau mènent à un marécage d'herbe.
Chaque année, les États de Warab et des Lacs subissent des inondations de juillet à décembre, certaines parties étant totalement isolées.